# Eugène Anspach
Pour les articles homonymes, voir Anspach.
Pour les autres membres de la famille, voir Famille Anspach.

Blason Anspach

Eugène Guillaume Anspach, né à Bruxelles le 7 février 1833 et mort dans la même ville le 21 décembre 1890, fut un homme politique belge francophone libéral.

## Biographie
Eugène Anspach fut avocat et financier ; correspondant politique du journal La Meuse.
Il fut gouverneur de la Banque nationale de Belgique de 1888 jusqu'à son décès en 1890.
Il était membre de la Société des douze.
Il est inhumé au cimetière de Bruxelles à Evere.
Gendre de Louis Deswert, il est le père d'Armand Anspach-Puissant.